# Џоунсвил (Јужна Каролина)
Џоунсвил (енгл. Jonesville) град је у америчкој савезној држави Јужна Каролина.

## Демографија
По попису из 2010. године број становника је 911, што је 71 (-7,2%) становника мање него 2000. године.
| Група             | 2000.       | 2010.       |
| Белци             | 638 (65,0%) | 590 (64,8%) |
| Афроамериканци    | 322 (32,8%) | 297 (32,6%) |
| Азијати           | 0 (0,0%)    | 0 (0,0%)    |
| Хиспаноамериканци | 15 (1,5%)   | 17 (1,9%)   |
| Укупно            | 982         | 911         |